# Maro saaristoi
Maro saaristoi là một loài nhện trong họ Linyphiidae.
Loài này thuộc chi Maro. Maro saaristoi được Kirill Yuryevich Eskov miêu tả năm 1980.